# بخش چتارپور
بخش چتارپور (به انگلیسی: Chhatarpur district) یک منطقهٔ مسکونی در هند است که در Sagar division واقع شده‌است. بخش چتارپور ۸٬۶۸۷ کیلومتر مربع مساحت و ۱٬۷۶۲٬۳۷۵ نفر جمعیت دارد.